# Phthitia plesiocercus
Phthitia plesiocercus är en tvåvingeart som beskrevs av Marshall 2009. Phthitia plesiocercus ingår i släktet Phthitia och familjen hoppflugor. Inga underarter finns listade i Catalogue of Life.